# 3401 Vanphilos
3401 Vanphilos је Марсов тројански астероид чија средња удаљеност од Сунца износи 2,366 астрономских јединица (АЈ).
Апсолутна магнитуда астероида је 12,6.